# Le Combat de Sarah
Pour les articles homonymes, voir Skylark.
Pour plus de détails, voir Fiche technique et Distribution.
Le Combat de Sarah (Skylark) est un téléfilm américain réalisé par Joseph Sargent, diffusé sur CBS en 1993.
Ce téléfilm est la suite de La Nouvelle Vie de Sarah (1991) et il est suivi des Déchirements du passé (1999).

## Synopsis
La sécheresse frappe la ferme des Witting et Sarah envisage de retourner dans le Maine avec toute la famille. 

## Fiche technique
- Réalisation : Joseph Sargent
- Scénario : Patricia MacLachlan, d'après son propre roman
- Photographie : Mike Fash
- Montage : Michael Brown
- Musique : David Shire
- Pays d'origine :  États-Unis
- Langue originale : anglais
- Genre : drame
- Durée : 95 minutes
- Première diffusion : 7 février 1993

## Distribution
- Glenn Close : Sarah Witting
- Christopher Walken : Jacob Witting
- Lexi Randall : Anna Witting
- Christopher Bell : Caleb Witting
- Małgorzata Zajączkowska : Maggie Grant
- Jon DeVries : Matthew Grant
- Teresa Hughes : Mattie Wheaton
- James Rebhorn : William Wheaton
- Lee Richardson : Chubbers Horatio
- Lois Smith : Lou Wheaton
- Woody Watson : Jess Stearns
- Elizabeth Wilson : Harriet Wheaton

## Distinctions
Glenn Close a été nommée pour le Primetime Emmy Award de la meilleure actrice dans une mini-série ou un téléfilm.